# ماهاساموند
ماهاساموند (به انگلیسی: Mahasamund) یک منطقهٔ مسکونی در هند است که در بخش ماهاساموند واقع شده‌است. ماهاساموند ۸۵٬۶۵۰ نفر جمعیت دارد و ۳۱۸ متر بالاتر از سطح دریا واقع شده‌است.